# Калијумове соли
Калијумове соли је општи назив за соли, у којима се јавља катјон калијума. Познато је неколико хиљада соли калијума, а ако се рачунају све органске соли са овим јоном онда се њихов број мери у десетинама хиљада. 
Неколико десетина неорганских соли калијума се јавља у природи у облику минерала од којих су најпознатије:
- калијум хлорид познат под називом силвин ({\displaystyle KCl})
- карналит (калијум магнезијум хлорид са 6 везаних молекула кристалне воде {\displaystyle KMgCl_{3}x6H_{2}O})

Ови минерали се налазе у лежиштима на великом простору европе  од Урала до немачке
Калијумове соли су доста заступљене у морској води. Присутност јона калијума је неопходна за функционисање нервног система и одржавање осмотског притиска крви у организму људи и животиња.